# ESO-3,6-m-Teleskop

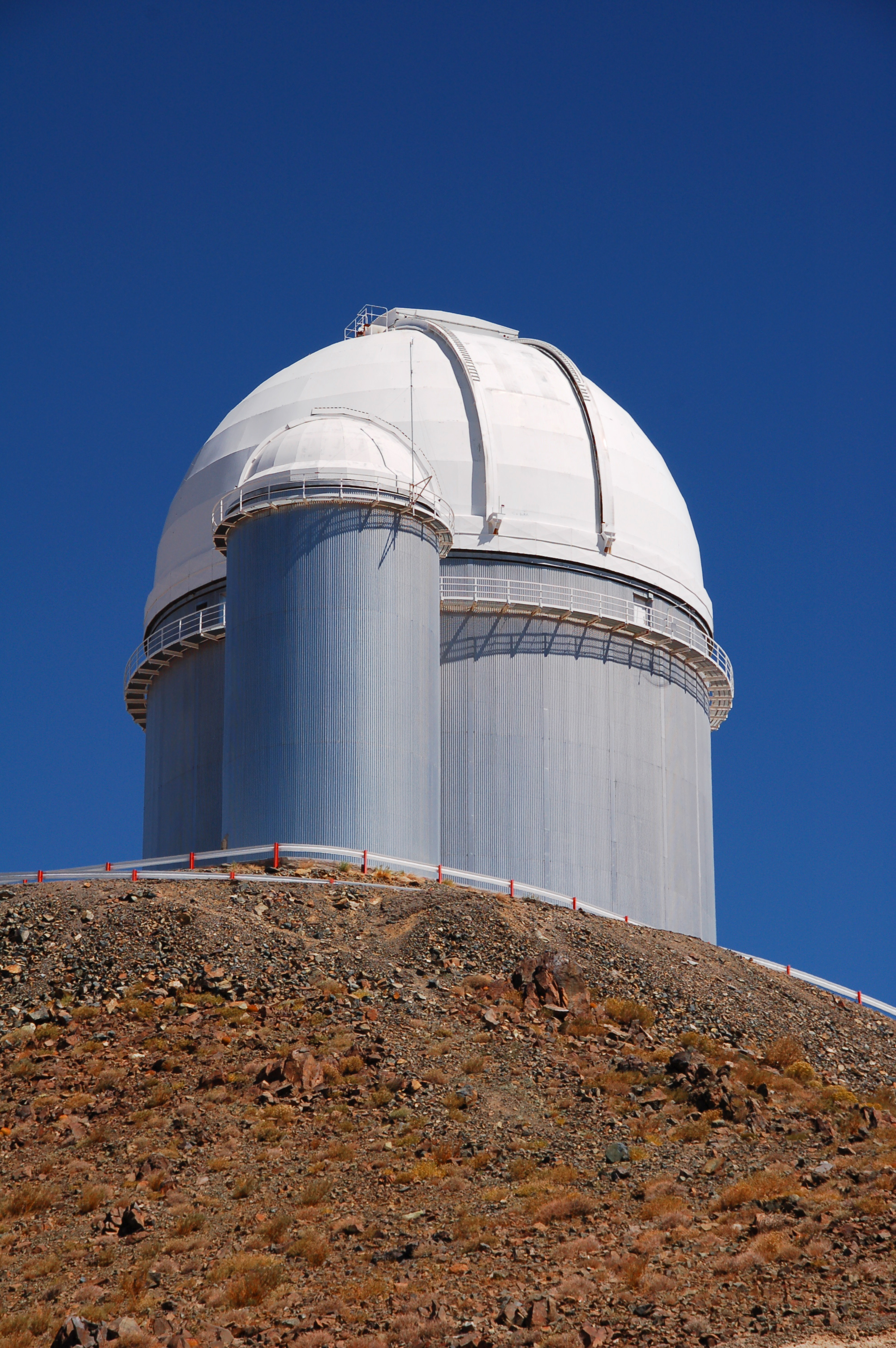
Das ESO-3,6-m-Teleskop

Das ESO-3,6-m-Teleskop ist ein optisches und Nahinfrarot-Spiegelteleskop mit 3,57-m-Spiegel in äquatorialer Gabelmontierung. Es gehört zur Europäischen Südsternwarte ESO und ist Teil des La-Silla-Observatoriums in Chile.
Das Teleskop befindet sich in einer Höhe von 2400 m bei den Koordinaten 29° 15′ 39,5″ S, 70° 43′ 54,1″ W.
Erbaut im Jahr 1976, war es ab 1977 voll betriebsbereit. Ende der 1970er Jahre war es mit seinen knapp 3,6 m Spiegeldurchmesser und einer Spiegelfläche von 8,6 m2 eines der größten optischen Teleskope der Welt und unterstützte damit etliche Errungenschaften der Naturwissenschaften und Technik. Der Hauptspiegel wurde durch das Verschweißen von sechseckigen, 50 cm dicken Quarzglasblöcken von der Firma Corning hergestellt.
Das Teleskop wartete in den 1980er Jahren mit einer der ersten adaptiven Optiken für die astronomische Gemeinde auf. Eine Renovierung im Jahr 1999 und die Ausstattung mit einem neuen Sekundärspiegel im Jahr 2004 brachten es auf den jetzigen Stand. Ab dem Jahr 2009 war das Teleskop dann wesentlich an der Entdeckung von 75 möglichen Exoplaneten beteiligt.

## Instrumente
Seit April 2008 ist das HARPS, ein Akronym für High Accuracy Radial velocity Planet Searcher, das einzige Instrument am ESO-3,6-m-Teleskop. HARPS ist ein glasfasergeführter, hoch auflösender Echelle-Spektrograf, gewidmet allein der Suche nach extrasolaren Planeten.

### Ehemalige Instrumente
- CES: ein Spektrograf mit einem spektralen Auflösungsvermögen {\displaystyle R={\lambda  \over \Delta \lambda }} von bis zu 235.000 im Wellenlängenbereich von 346 – 1028 nm
- EFOSC2: Der ESO Faint Object Spectrograph and Camera (v.2), ein sehr vielseitig einsetzbares Instrument für niedrige Auflösung und Bilderstellung, inzwischen auch am New Technology Telescope verbaut.
- TIMMI-2: Das Thermal Infrared MultiMode Instrument arbeitete im Spektralbereich von 3 μm bis 25 μm.
- ADONIS: Ein Akronym für ADaptive Optics Near Infrared System, war ein adaptives Optiksystem der zweiten Generation.[3] Mehr als 40 naturwissenschaftliche Peer-Review Artikel wurden auf Datenbasis dieses Instruments veröffentlicht.[4] ADONIS ist die ausgereifteste Version diverser Adaptive Optik (AO) Prototypen. In seiner finalen Version vom Oktober 1996 wurde es offizielles ESO Instrument,[5] und 2001 außer Dienst gestellt. ADONIS war das erste AO-System, mit dem eine größere Anzahl an Astronomen arbeitete.

## Entdeckungen
Das ESO-3,6-m-Teleskop war seit seinem ersten Licht an etlichen naturwissenschaftlichen Entdeckungen maßgeblich beteiligt. Speziell in letzter Zeit wurde es durch das HARPS einerseits möglich, im Jahr 2009 den seinerzeit masseärmsten Exoplaneten aufzufinden; Gliese 581 e hat lediglich die doppelte Masse unserer Erde. Andererseits wurde das Planetensystem mit den bis derzeit meisten Planeten entdeckt; sieben Planeten umkreisen den sonnenähnlichen Stern HD 10180.
Das Teleskop war ebenso Teil in der Aufklärung des jahrzehntealten Rätsels der Masse der variablen Sternenklasse der Cepheiden. Durch HARPS wurde es ermöglicht, innerhalb eines Bedeckungsdoppelsternsystems mit einem Cepheiden und einem normalen Stern die genaue Masse des Cepheiden zu ermitteln, mit dem Ergebnis einer Bestätigung der Theorie des Zusammenhangs von Sternenmasse und Pulsationsdauer.
Die Entdeckung des Exoplaneten Gliese 581 c durch Stéphane Udry u. a. der Sternwarte der Universität Genf wurde am 24. April 2007 verkündet. Das Team benutzte das HARPS und analysierte die Radialgeschwindigkeiten, um die Wirkung des Planeten auf den Stern zu messen.

## Vergleich mit anderen Teleskopen der gleichen Generation
| # | Name / Observatorium                          | Abbildung | Apertur (cm) | M1 Spiegelfläche (m2) | Meeres- Höhe (m) | Erstes Licht | Hauptfürsprecher   |
| - | --------------------------------------------- | --------- | ------------ | --------------------- | ---------------- | ------------ | ------------------ |
| 1 | BTA-6 Special Astrophysical Obs               |           | 605          | 26                    | 2070             | 1975         | Mstislaw Keldysch  |
| 2 | Hale-Teleskop Palomar-Observatorium           |           | 508          | 20                    | 1713             | 1949         | George Ellery Hale |
| 3 | Mayall Telescope Kitt Peak National Obs.      |           | 401          | 10                    | 2120             | 1973         | Nicholas Mayall    |
| 4 | CTIO 4m/Blanco Telescope CTIO Obs.            |           | 401          | 10                    | 2200             | 1976         | Nicholas Mayall    |
| 5 | Anglo-Australian Telescope Siding Spring Obs. |           | 389          |                       | 1742             | 1974         | Prince Charles     |
| 6 | ESO 3.6 Telescope ESO La Silla Obs.           |           | 357          | 8,8                   | 2400             | 1976         | Adriaan Blaauw     |
| 7 | Shane Telescope Lick Observatory              |           | 305          |                       | 1283             | 1959         | Nicholas Mayall    |

## Teleskop und Lokation

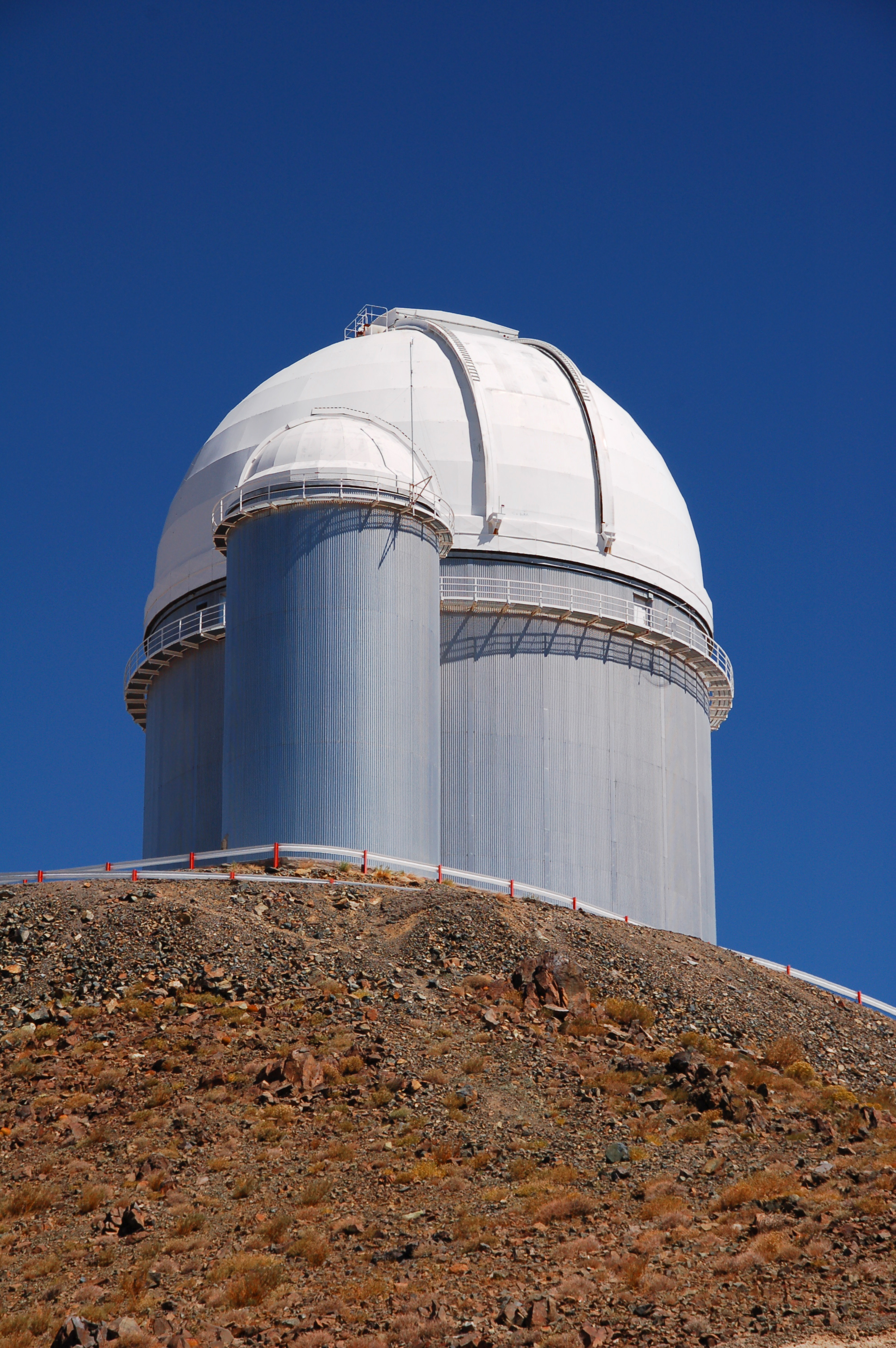
Das 3,6-Meter-Teleskop am La-Silla-Observatorium
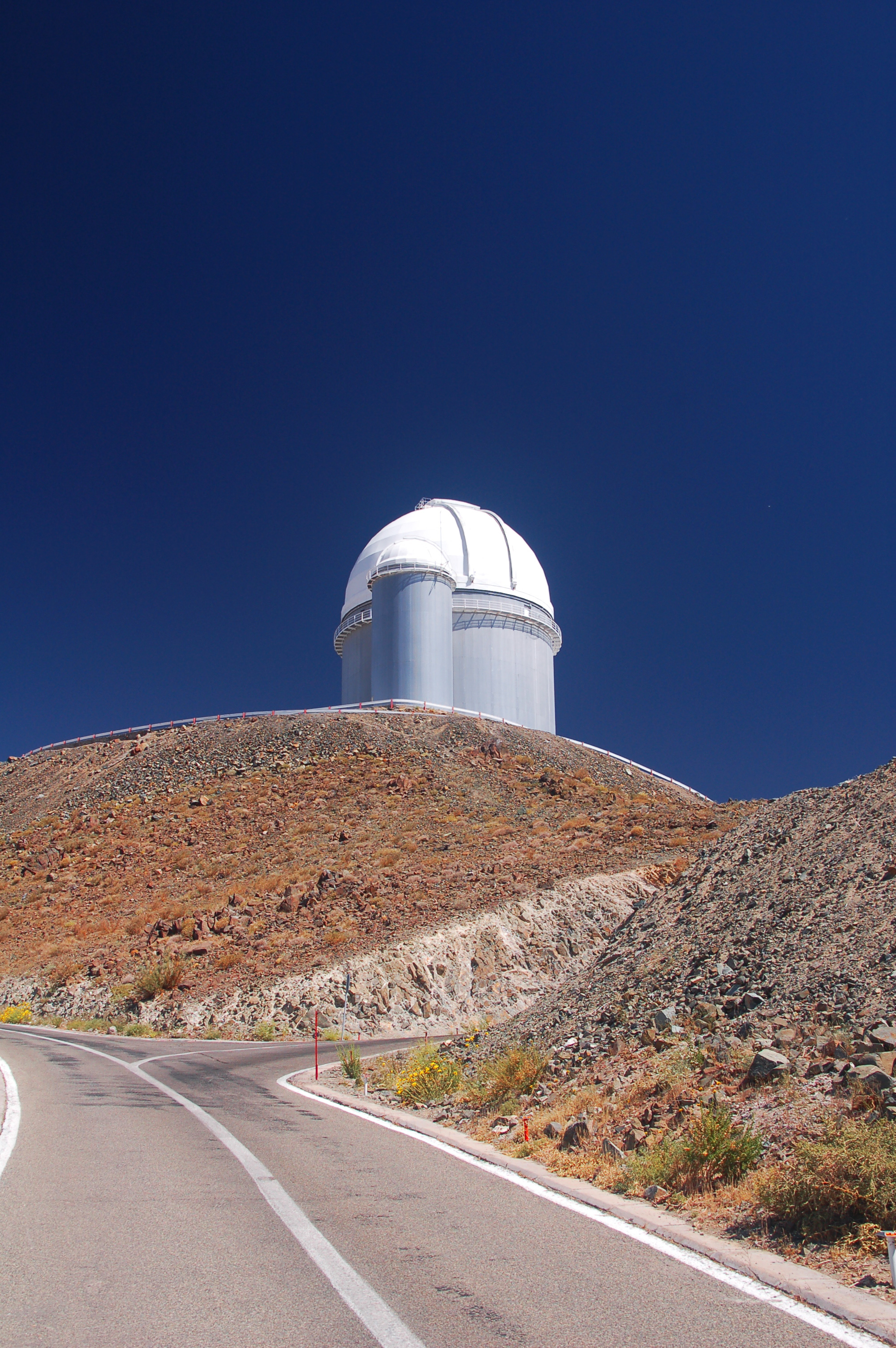
Die Straße zum ESO-3,6-m-Teleskop
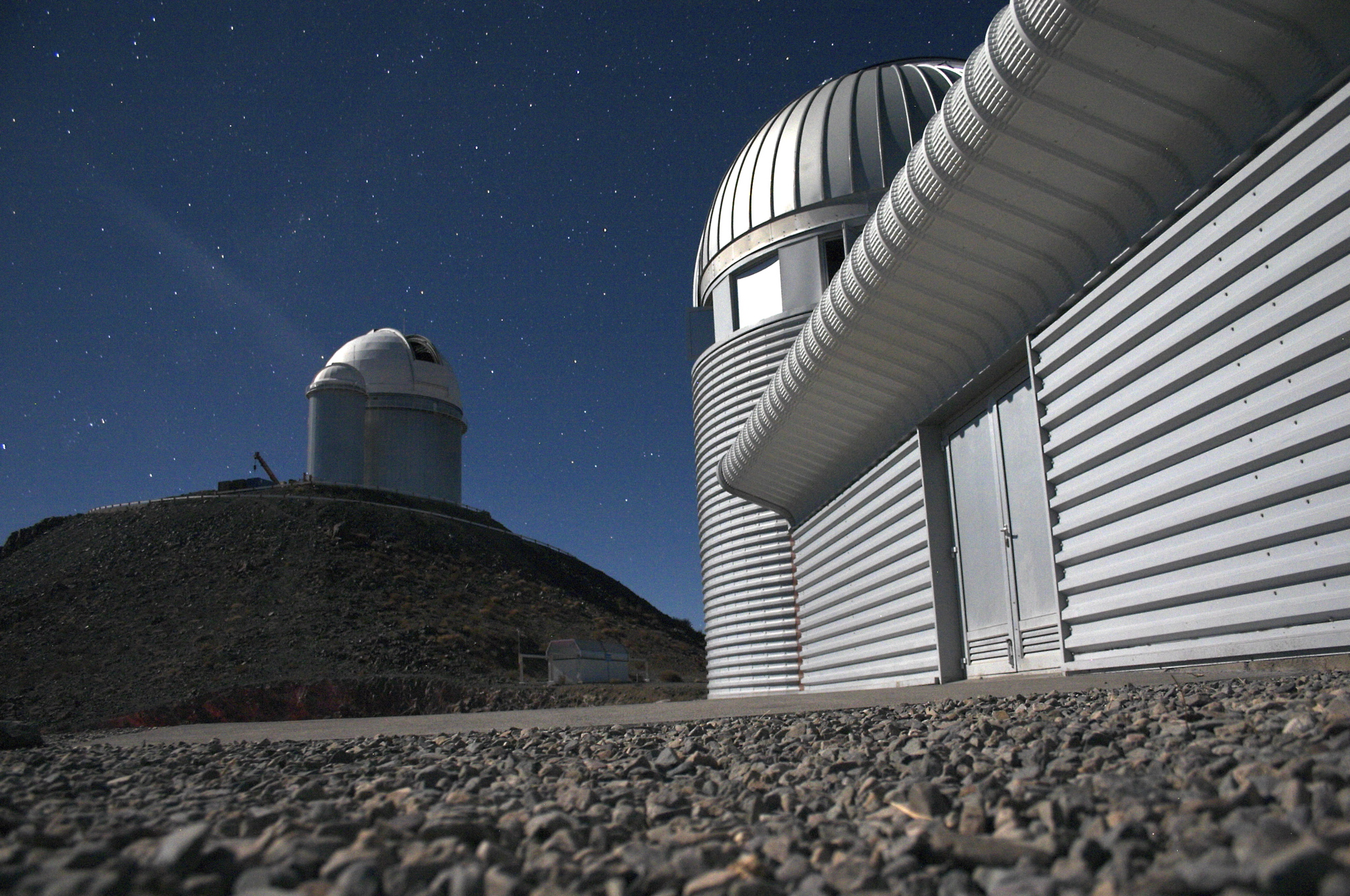
Rechts im Vordergrund das Leonhard-Euler-Teleskop, das ESO-3,6-m-Teleskop im Hintergrund
Panoramablick innerhalb der Kuppel des ESO-3,6-m-Teleskops
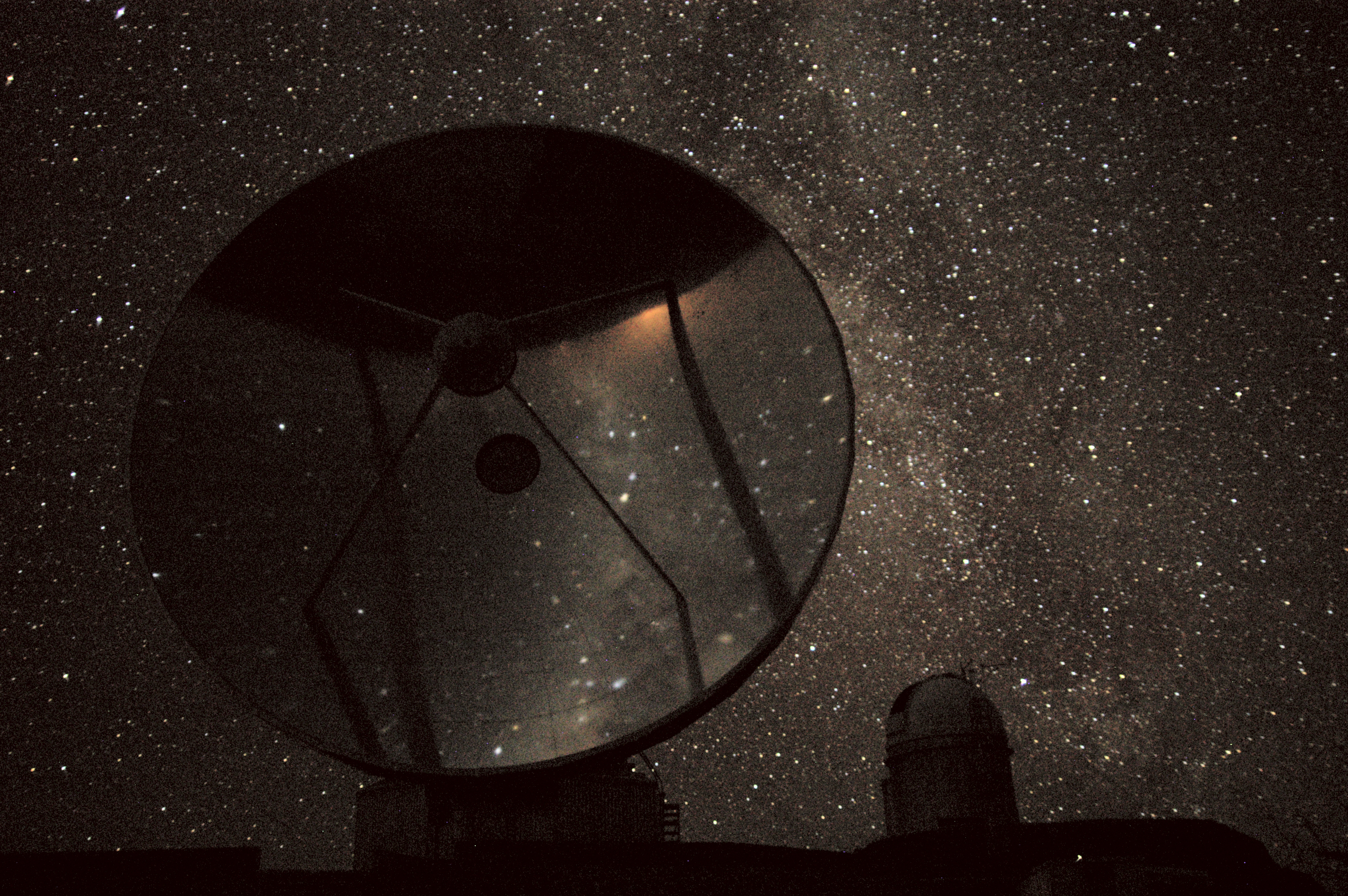
Früher Abend am ESO La Silla Observatorium, das 3,6-m-Teleskop rechts hinten. Credit: ESO.
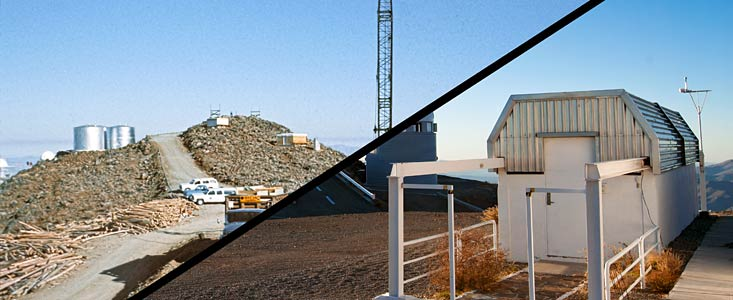
Baustelle des ESO-3,6-Meter-Teleskops.

## Bilder

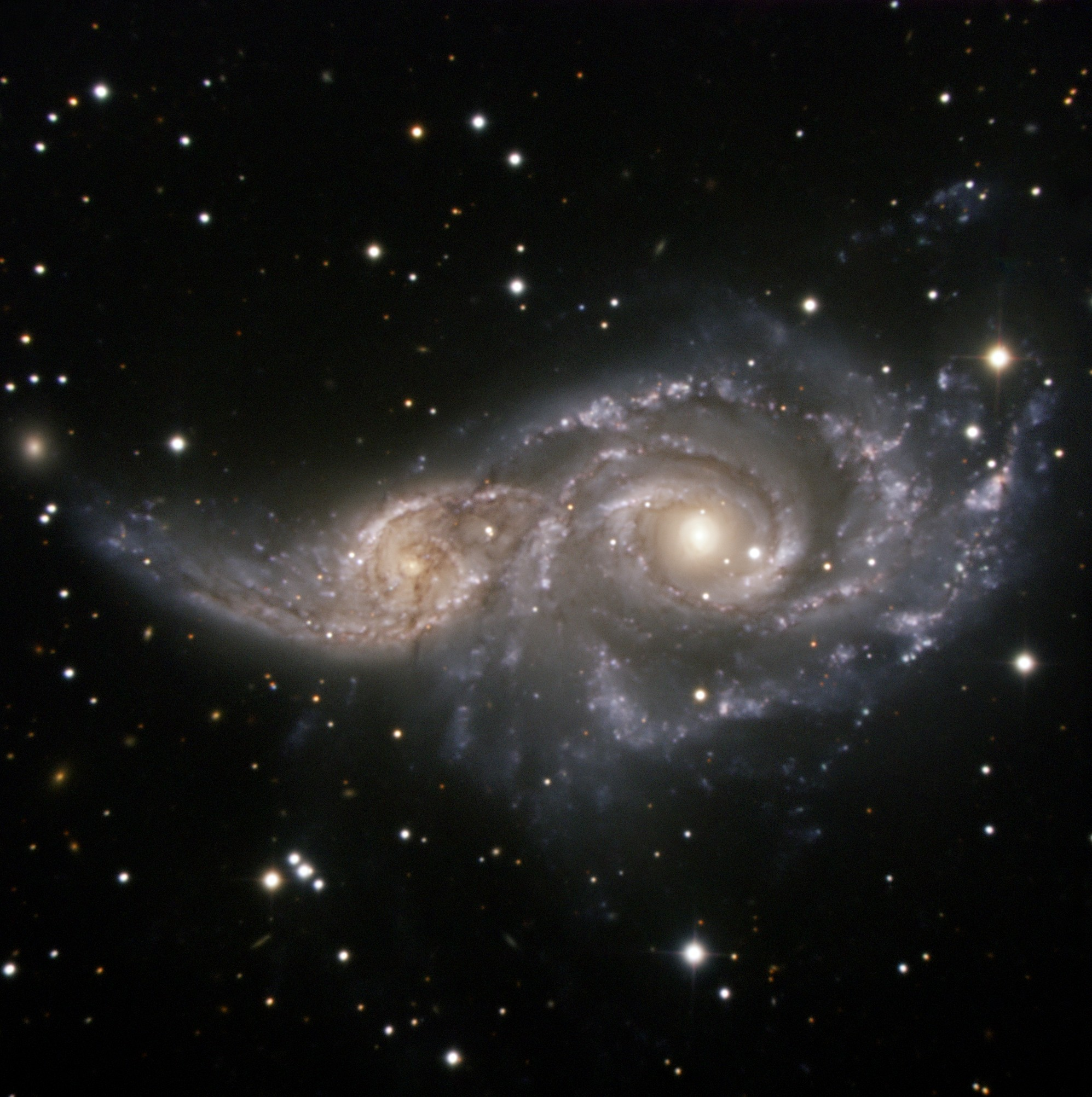
Bilder zweier gravitativ interagierender Spiralgalaxien aufgenommen mit dem EFOSC2 am ESO-3,6-m-Teleskop. Credit: ESO
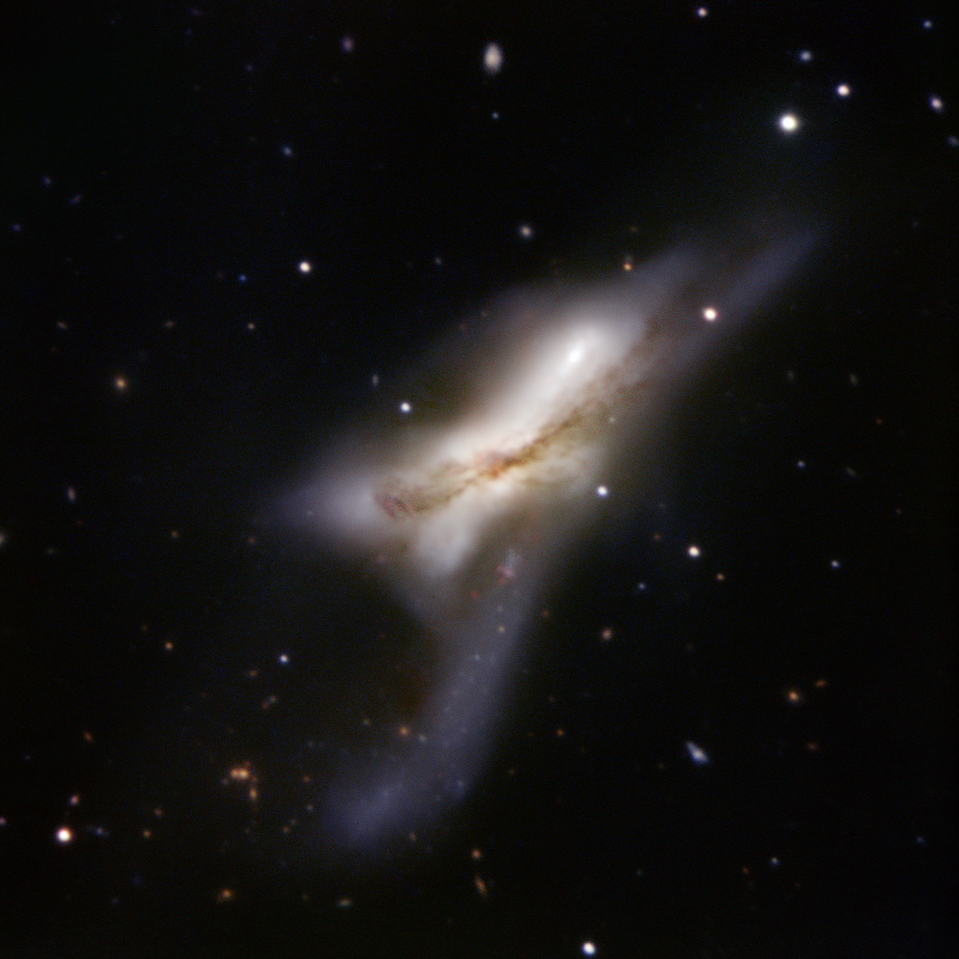
Credit: ESO

## Weiteres
- Liste der größten optischen Teleskope